# Kumba maculisquama
Kumba maculisquama är en fiskart som först beskrevs av Trunov, 1981.  Kumba maculisquama ingår i släktet Kumba och familjen skolästfiskar. Inga underarter finns listade i Catalogue of Life.